# Eusceptis splendens
Eusceptis splendens là một loài bướm đêm trong họ Noctuidae.